# 紫鬚蜂虎
，是佛法僧目蜂虎科鬚蜂虎屬下的唯一一種鳥類。這個物種僅分佈於印度尼西亞苏拉威西岛的北部、中部及東南側中，海拔2000公尺以下的原生林或次生林空地上，是一種蟲食性的鳥類。:327
紫鬚蜂虎是法國鳥類學家夏爾·呂西安·波拿巴於1850年連同其屬——鬚蜂虎屬一同描述的物種。其屬名來自蜂虎屬的學名及古希臘語的，指「鬍鬚」。:251種小名則紀念荷蘭動物學家Eltio Alegondas Forsten，他在東印度群島上採集了大量生物標本。:163其模式產地位於蘇拉威西島。:327
|  | \| \| 蜂虎屬 \| \| \| \| \| \| 鬚蜂虎屬 \| \| \| \| |
|  |                                                     |
|  | 夜蜂虎屬                                            |
|  |                                                     |
|  | 蜂虎屬                                              |
|  |                                                     |
|  | 鬚蜂虎屬                                            |
|  |                                                     |

|  | 蜂虎屬   |
|  |          |
|  | 鬚蜂虎屬 |
|  |          |

|  | \| \| 蜂虎屬 \| \| \| \| \| \| 鬚蜂虎屬 \| \| \| \| |
|  |                                                     |
|  | 夜蜂虎屬                                            |
|  |                                                     |
|  | 蜂虎屬                                              |
|  |                                                     |
|  | 鬚蜂虎屬                                            |
|  |                                                     |

|  | 蜂虎屬   |
|  |          |
|  | 鬚蜂虎屬 |
|  |          |

這個物種在外觀的特徵上界於其他兩個蜂虎科下的屬之間，紫鬚蜂虎有著類似於夜蜂虎屬物種短、圓的翅膀及鬍鬚狀的喉部羽毛，而其他特徵則較接近蜂虎屬。:287其外觀及顏色與分佈於非洲的黑頭蜂虎相當接近，而後者也曾被歸入鬚蜂虎屬內，但在解剖學上紫鬚蜂虎較黑頭蜂虎多出一對肋骨，而根據基因研究黑頭蜂虎實際上是標準的蜂虎屬成員。:328紫鬚蜂虎沒有其他亞種，是一種單型鳥類。
紫鬚蜂虎的體長約25—26公分（若算入尾部延長段可再多出6公分左右），體重約55公克。:327其特徵為紫藍色的頭胸部，深綠色的背、翅和尾部，棕色的後頸和腹部；幼鳥的頭胸則主要為綠色。而鳥喙寬約7.0公釐、深約8.0公釐、嘴峰長約46.5公釐；翼長約113.0公釐；跗蹠約13.8公釐；尾長約168.0公釐。在當地有分佈的另一種蜂虎栗喉蜂虎顏色與之相差甚遠，因此不算難以辨認。
紫鬚蜂虎會在中上層樹冠的視野開闊處尋找獵物，追逐經過的昆蟲；主要以蜜蜂、黃蜂、蜻蜓及甲蟲等昆蟲作為其食物。其繁殖巢穴在三月、七至九月、十一月均有紀錄，在森林溪流邊的陡峭岸壁、懸崖等地方築巢；而離巢的幼鳥在九月、十月及一月皆有紀錄，其他資訊甚少。:327
目前紫鬚蜂虎的族群大小尚未實際估計過，而2021年中的模型預估大概約有15萬隻的族群。在《國際自然保護聯盟瀕危物種紅色名錄》中，雖然其分佈範圍有所限制，但其族群受到棲地破壞而下降趨勢並不足以被歸入進一步的等級，因此將紫鬚蜂虎列為無危物種。

## 外部連結
- 维基共享资源上的相關多媒體資源：紫鬚蜂虎
- 維基物種上的相關：紫鬚蜂虎
- Xeno-canto上有关紫鬚蜂虎的錄音